# Arikara

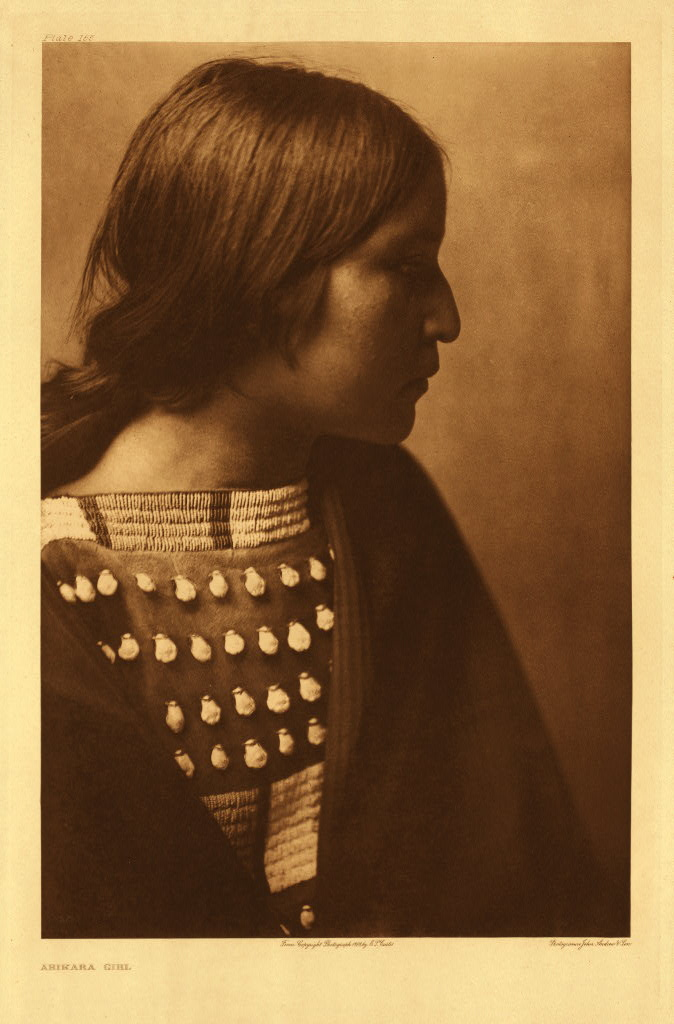
Mulher Arikara

Os arikara também conhecidos como sahnish, arikaree ou ree., são uma tribo nativa americana .